# 19025 Arthurpetron
19025 Arthurpetron este un asteroid din centura principală de asteroizi.

## Descriere
19025 Arthurpetron este un asteroid din centura principală de asteroizi. A fost descoperit pe 24 septembrie 2000 la Socorro, New Mexico, în cadrul proiectului LINEAR. Asteroidul prezintă o orbită caracterizată de o semiaxă mare de 2,44 ua, o excentricitate de 0,08 și o înclinație de 6,4° în raport cu ecliptica.